# X: Beyond the Frontier
X: Beyond the Frontier is een computerspel dat uitgebracht is in 1999 voor het platform Microsoft Windows. Het ruimtevaartsimulatiespel is onderdeel van de X-serie en is het eerste spel in de reeks. Het werd in 2003 opgevolgd door X2: The Threat.
Het is het jaar 2912 en de speler neemt de rol aan van Kyle Brennan, een testpiloot van de X-Shuttle. Tijdens de test volgt er een confrontatie met de Argon, een groep kwaadaardige buitenaardse wezens. Terwijl Kyle is gestrand, moet hij een weg terug zien te vinden. Tijdens het spel kan de speler vrije keuzes maken, die de afloop van het spel bepalen.
Op Metacritic, een recensieverzamelaar, heeft het spel een score van 67%.